# 4634 Shibuya
A 4634 Shibuya (ideiglenes jelöléssel 1988 BA) a Naprendszer kisbolygóövében található aszteroida. Inoue Maszaru és Muramacu Oszamu fedezte fel 1988. január 16-án.